# Lammerinkswönner
Lammerinkswönner is een los hoes dat momenteel in het Abraham Ledeboerpark in Enschede staat. Het is een gemeentelijk monument.

## Geschiedenis

### Oorsprong
In 1188 wordt het huis Lambertink,  voor het eerst vermeld.  Het huis Lambertink was  niet aan een bepaalde marke of kerspele gebonden. Het behoorde onder het Hof van Goor. Een duidelijke oorzaak hiervan is niet meer aan te wijzen. Aannemelijk is te maken dat het met schenkingen van erven en graafschappen te maken heeft.

### Lieftochthoes
In 1775 bouwde Koert Lammerink op het erf van het huis Lambertink een Los hoes. Het werd gebruikt als woning voor zijn ouders die er hun oude dag doorbrachten. De woning is vernoemd naar de familie zelf, Lammerink, en het achtervoegsel wönner verwijst naar een ander woord voor pachtboeren, wönners.

### Afbraak
Vanwege de uitbreidingsplannen van de gemeente Enschede moest het erf Lambertink verdwijnen. Vanwege de historische waarde werd besloten het Los hoes voorzichtig af te breken om het later te herbouwen. 
Op dat moment, in 1976, was het erf in handen van de heer Rakhorst, die bedong dat onder andere de gevelsteen van het woonhuis niet werd verkocht aan de gemeente Enschede. Deze gevelsteen heeft als opschrift
M.l. 1.1 MISGUNST DER MENSCHEN KAN MEI NIT DEREN ALS IK HEB DEN SEGEN DES HEREN MD CC LXXX.

### Wederopbouw
In 1978 werd de Lammerinkswonner opgebouwd in het Abraham Ledeboerpark aan de rand van Enschede. Daar doet het momenteel dienst als een bezoekerscentrum waar ook natuureducatieve exposities worden tentoongesteld.